# Ibrox Stadium
Ibrox Stadium, fram till 1997 Ibrox Park, är en fotbollsanläggning i Glasgow i Skottland i Storbritannien. Fotbollslaget Rangers har spelat på Ibrox Stadium sedan 1899.

## Olyckor
- Den 5 april 1902 under en match mellan Skottland och England kollapsar en läktare. 26 personer omkommer och över 500 skadas.
- Den 16 september 1961 dog två fans då en barriär kollapsade på Stairway 13.
- Den 2 januari 1971 i slutet av en match mellan Rangers och Celtic FC omkommer 66 människor, många av dem barn, och över 200 skadas i en läktarkatastrof på Ibrox Park.

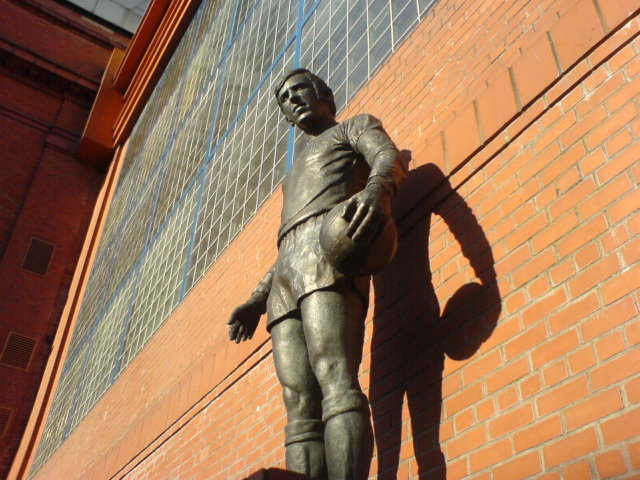
Staty av John Greig, i minne av Ibrox olyckorna 1902 och 1971.